# Parmaschema medium
Parmaschema medium is een keversoort uit de familie Discolomatidae. De wetenschappelijke naam van de soort is voor het eerst geldig gepubliceerd in 1940 door John.